# آردن (دلاور)
آردن، دلاور (به انگلیسی: Arden, Delaware) یک عوارض جغرافیایی در ایالات متحده آمریکا است که در شهرستان نیو کستل، دلاویر واقع شده‌است.

## خصوصیات
آردن ۰٫۷ کیلومترمربع مساحت و ۴۷۴ نفر جمعیت دارد و ۷۸ متر بالاتر از سطح دریا واقع شده‌است.